# وشتان
وشتان (بالفارسية: وشتان) هي قرية تقع في قسم دوبلوك الريفي في إيران. يقدر عدد سكانها بـ 222 نسمة .